# Баросса – Дарвін
Баросса – Дарвін – ошфорний газопровід у Тиморському морі, біля північного узбережжя Австралії.
Трубопровід повинен подати додатковий ресурс для заводу зі зрідження природного газу Дарвін ЗПГ (первісно живився лише через газопровід Байу-Ундан – Дарвін). В межах проекту розробки родовища Баросса запланували спорудження газопроводу, що складається із двох ділянок:
- довжиною 262 кілометра та діаметром 650 мм від плавучої установки підготовки до місця зустрічі з трасою Байу-Ундан – Дарвін. Її спорудження завершило влітку 2024 року трубоукладальне судно «Audacia», при цьому найбільша глибина на маршруті становила 254 метра;
- довжиною 123 кілометра паралельно Байу-Ундан – Дарвін (як наслідок, ця частина проекту відома як Darwin Pipeline Duplication). Ця ділянка також починається з діаметру 650 мм, проте приблизно за шість десятків кілометрів від узбережжя переходить на діаметр 850 мм. Для спорудження Darwin Pipeline Duplication законтрактували те саме «Audacia» (92 кілометра) та ще одне трубоукладальне судно «Sandpiper» (прокладало прибережну ділянку завдовжки 31 кілометр).
На мілководді газопровід уклали в траншею, для споруджерння якої залучили землесосний снаряд «HAM 318», фрезерний земснаряд «D’Artagnan» та ківшевий земснаряд «Machiavelli».